# Piotrów (Kielce)
Pour les articles homonymes, voir Piotrów.
Piotrów est une localité polonaise de la gmina de Łagów, située dans le powiat de Kielce en voïvodie de Sainte-Croix.